# Centro de Investigación y Docencia en Educación
El Centro de Investigación y Docencia en Educación imparte las carreras relacionadas con el área de educación y los cursos de otras carreras que tienen relación con las áreas de educología.

## Áreas de desarrollo
Las áreas de desarrollo del (CIDE) se han ordenado de la siguiente forma:
- Investigación Educativa.
- Formación de Educadores y Educadoras.
- Desarrollo Profesional de Educadores y Educadoras.
- Educación Continua.
- Extensión.
- Producción Académica.
- Tecnología Educativa.
- Administración Académica.

## Ejes estratégicos
Se han definido los siguientes ejes estratégicos:
- Desarrollo Humano Integral.
- Desarrollo Sostenible.
- Pertinencia Cultural.
- Transformación Social.
- Deberes y Derechos Humanos.
- Ética y Ciudadanía.

## Misión
El CIDE, Centro de Investigación y Docencia en Educación de la Universidad Nacional, desarrolla procesos de investigación educativa, docencia universitaria, formación docente de grado y posgrado para la educación formal, no formal y educación continua, producción y divulgación sistemática del conocimiento. Promueve la reflexión crítica y compromete su extensión con las comunidades para impulsar el mejoramiento cualitativo y continuo de la educación, el desarrollo integral de la persona y la transformación social, en los ámbitos institucional, nacional y regional.
La gestión académica y la administrativa del CIDE se fundamentan en los valores de humanismo, excelencia, responsabilidad social, integridad, equidad e integración en la diversidad.

## Visión
El CIDE es referente en el ámbito educativo nacional y de la región latinoamericana por su gestión académica y administrativa flexible, pertinente, innovadora y sostenible, su solidez y abordajes disciplinarios, interdisciplinarios y transdiciplinarios para el mejoramiento permanente de la educación.
La investigación, docencia, producción académica, divulgación sistemática del conocimiento construido por su comunidad educativa y extensión tienen un carácter propositivo, comprometido con la defensa al derecho a la educación, el desarrollo humano sostenible y con las necesidades y potencialidades educativas individuales y sociales de las diversas poblaciones que atiende.

## Otras dependencias
- Oficina de Atención Estudiantil
- CIDENAF